# East Spencer
East Spencer és una població dels Estats Units a l'estat de Carolina del Nord. Segons el cens del 2000 tenia 1.755 habitants.

## Demografia
Segons el cens del 2000, East Spencer tenia 1.755 habitants, 697 habitatges i 450 famílies. La densitat de població era de 431,6 habitants per km².
Dels 697 habitatges en un 35,2% hi vivien nens de menys de 18 anys, en un 25,1% hi vivien parelles casades, en un 34,1% dones solteres, i en un 35,4% no eren unitats familiars. En el 32,1% dels habitatges hi vivien persones soles el 12,8% de les quals corresponia a persones de 65 anys o més que vivien soles. El nombre mitjà de persones vivint en cada habitatge era de 2,52 i el nombre mitjà de persones que vivien en cada família era de 3,18.
Per edats la població es repartia de la següent manera: un 33,8% tenia menys de 18 anys, un 8,7% entre 18 i 24, un 25,5% entre 25 i 44, un 20,2% de 45 a 60 i un 11,7% 65 anys o més.
L'edat mediana era de 30 anys. Per cada 100 dones de 18 o més anys hi havia 73,8 homes.
La renda mediana per habitatge era de 18.947 $ i la renda mediana per família de 22.222 $. Els homes tenien una renda mediana de 23.203 $ mentre que les dones 21.801 $. La renda per capita de la població era de 10.180 $. Entorn del 32,2% de les famílies i el 35,8% de la població estaven per davall del llindar de pobresa.

## Poblacions més properes
El següent diagrama mostra les poblacions més properes.